# Lubero
Cet article concerne la localité de la république démocratique du Congo. Pour l'entité administrative de la république démocratique du Congo, voir Lubero (territoire).
 (août 2023).
La mise en forme du texte ne suit pas les recommandations de Wikipédia : il faut le « wikifier ».
Les points d'amélioration suivants sont les cas les plus fréquents. Le détail des points à revoir est peut-être précisé sur la page de discussion.
- Les titres sont pré-formatés par le logiciel. Ils ne sont ni en capitales, ni en gras.
- Le texte ne doit pas être écrit en capitales (les noms de famille non plus), ni en gras, ni en italique, ni en « petit »…
- Le gras n'est utilisé que pour surligner le titre de l'article dans l'introduction, une seule fois.
- L'italique est rarement utilisé : mots en langue étrangère, titres d'œuvres, noms de bateaux, etc.
- Les citations ne sont pas en italique mais en corps de texte normal. Elles sont entourées par des guillemets français : « et ».
- Les listes à puces sont à éviter, des paragraphes rédigés étant largement préférés. Les tableaux sont à réserver à la présentation de données structurées (résultats, etc.).
- Les appels de note de bas de page (petits chiffres en exposant, introduits par l'outil «  Source ») sont à placer entre la fin de phrase et le point final[comme ça].
- Les liens internes (vers d'autres articles de Wikipédia) sont à choisir avec parcimonie. Créez des liens vers des articles approfondissant le sujet. Les termes génériques sans rapport avec le sujet sont à éviter, ainsi que les répétitions de liens vers un même terme.
- Les liens externes sont à placer uniquement dans une section « Liens externes », à la fin de l'article. Ces liens sont à choisir avec parcimonie suivant les règles définies. Si un lien sert de source à l'article, son insertion dans le texte est à faire par les notes de bas de page.
- La présentation des références doit suivre les conventions bibliographiques. Il est recommandé d'utiliser les modèles {{Ouvrage}}, {{Chapitre}}, {{Article}}, {{Lien web}} et/ou {{Bibliographie}}. Le mode d'édition visuel peut mettre en forme automatiquement les références.
- Insérer une infobox (cadre d'informations à droite) n'est pas obligatoire pour parachever la mise en page.

Pour une aide détaillée, merci de consulter Aide:Wikification.
Si vous pensez que ces points ont été résolus, vous pouvez retirer ce bandeau et améliorer la mise en forme d'un autre article.
Lubero est une localité de l'est de la république démocratique du Congo, chef-lieu du territoire de Lubero de la province du Nord-Kivu.

## Géographie
Lubero est située sur la route nationale 2 (RN2), à 250 km au nord du chef-lieu provincial Goma, et se situe à 43 km au sud de la ville de Butembo.

## Histoire

### chefs de cité
- Daniel Majimoto Mulyata fut le premier chef de cité

- Kambale Manzekele, fut chef de cité à partir de 1985, l’année de la fin de son reigne est inconnue

- Kalwahali, la période de son reigne n’est  pas connue

- Mbilika, idem

- Kambale Kataliko Henri, est chef de cité de 1998 à 1999

- Mumbere Lukwamisa Emmanuel, est chef de cité de 1999 à 2002

- Kavahwere Balikwisha Kivete Josef est chef de cité depuis 2002

Depuis mai 2019 Lubero n’est plus appelé cité mais plutôt commune rurale compte tenu de l’arrêté numero 25/CAB/VPM/MININTERSEC/HMS

## Administration
Chef-lieu territorial de 29 008 électeurs enrôlés en 2018, la localité a le statut de commune rurale de moins de 80 000 électeurs, elle compte 7 conseillers municipaux en 2019.

## Population
Le recensement date de 1984,.
| 1984 | 2004   | 2012   | 2024        |
| ---- | ------ | ------ | ----------- |
| -    | 24 099 | 29 615 | 150 000 hab |

## Économie
L'économie de Lubero est basée en grande partie sur l'agriculture. Plus de 60% de la population vit de la culture des plantains, manioc, haricot, maïs ,...
Parfois, les villages environnants ravitaillement Lubero de leurs productions comme Kagheri, Kasugho et quelques fois Kipese.
Pour y parvenir, certains commerçants de Lubero centre dépêchent leurs véhicules pour l'approvisionnement.